# Made Me Do It
Made Me Do It (sau The Haunted Made Me Do It) este cel de al doilea album al trupei suedeze de Heavy Metal The Haunted. A fost lansat la 27 octombrie 2000, a fost re-lansat în 2001 împreună cu albumul live Live Rounds In Tokyo care era un CD bonus.

## Melodii
- 1. "Dark Intentions" – 1:30
- 2. "Bury Your Dead" – 3:07
- 3. "Trespass" – 3:40
- 4. "Leech" – 4:37
- 5. "Hollow Ground" – 4:10
- 6. "Revelation" – 1:34
- 7. "The World Burns" – 4:08
- 8. "Human Debris" – 2:59
- 9. "Silencer" – 3:03
- 10. "Under the Surface" – 4:13
- 11. "Victim Iced" – 2:55

### Reissue
- 12. "Eclipse"[4] - 2:52

## Credite
- Marco Aro - Vocal
- Anders Björler - Chitară solo
- Patrik Jensen - Chitară ritmică
- Jonas Björler - bas
- Per Möller Jensen - Tobe